# Австралія (континент)

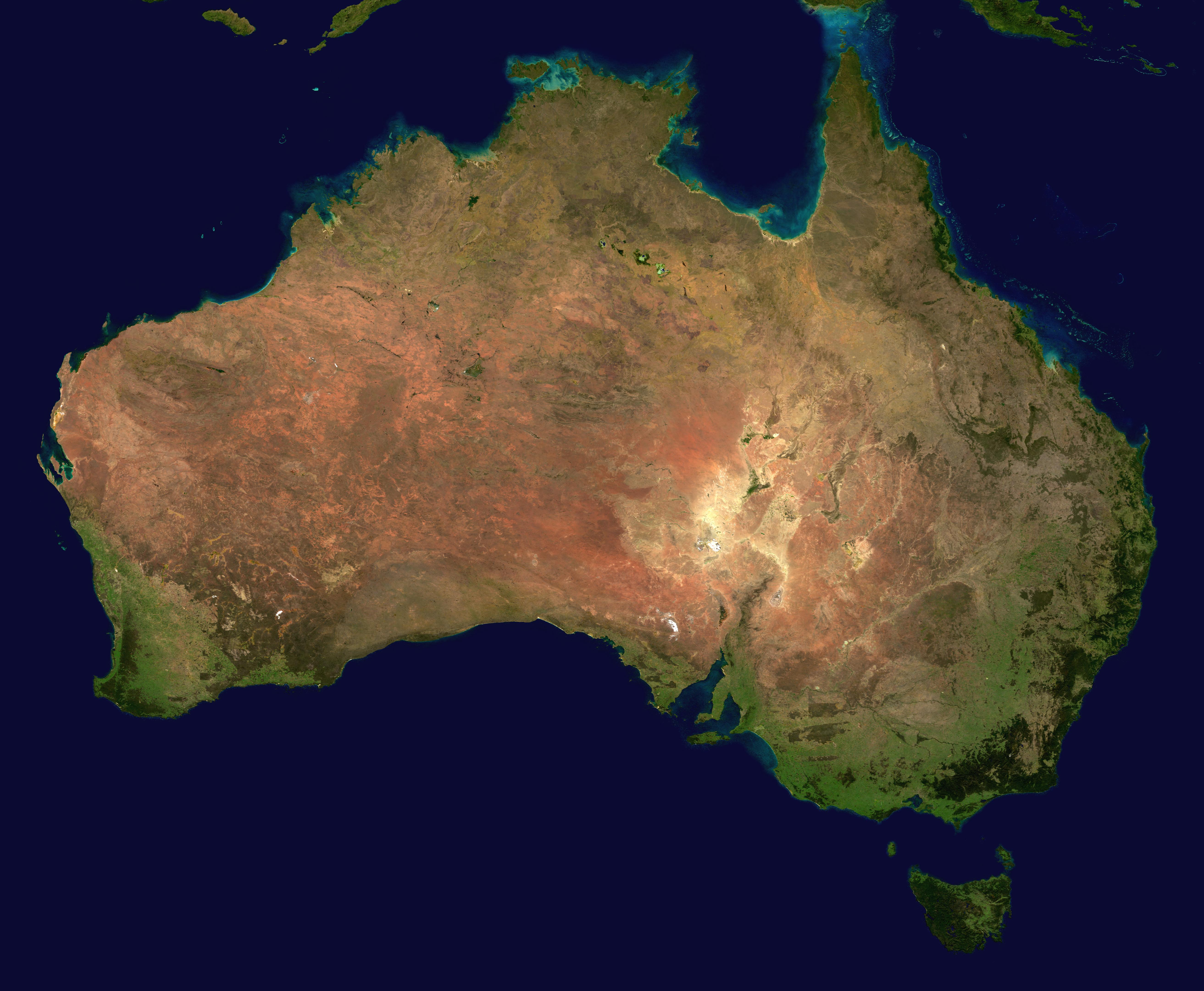
Австралія з космосу

Австра́лія (від лат. terra australis incognita — «невідома південна земля») — континент, розташований у Південній півкулі Землі. Омивається водами Індійського океану та Тихого океану. Це найменший і найвіддаленіший від інших материк на земній кулі, а також є найпосушливішим материком Землі. Уся територія материка є основною частиною держави Австралія. Материк входить у частину світу Австралія й Океанія.

## Назва
Походження назви материка пов'язане з тим, що вже в античні часи у географів створилося стійке переконання про існування в південній півкулі гіпотетичної суші, що займає значну її частину. Цей материк на картах підписувався по-різному: Невідома Земля (Terra Incognita), Невідома Південна Земля (Terra Australis Incognita), Південна Земля (Terra Australis). У пошуках цього материка голландські мореплавці в XVII ст. відкрили територію сучасної Австралії і відокремили її від Південного материка під назвою спочатку Зьойланд («південна земля»), а потім Нова Голландія. Коли внаслідок другого навколосвітнього плавання Джеймса Кука в 1772—1775 роках стало ясно, що Південного материка у середніх широтах не існує і, як помилково вважав Кук, не існує і у високих південних широтах, уже тоді звична назва Australis виявилася «вільною». Цим скористався англійський мореплавець Метью Фліндерс, який 1814 року запропонував Нову Голландію називати Терра-Австраліс або Австралія. Проте його пропозицію не відразу було прийнято, а лише 1817 року губернатор штату Новий Південний Уельс Лаклан Маккуорі став вживати назву «Австралія» в офіційних документах і запропонував Міністерству у справах колоній Британської імперії прийняти цю назву, що і було зроблено 1824 року.
Австралійський материк іноді називають Сахул, Австралінея або Меганезія, щоб відрізнити його від держави Австралія, та включають до цього масив суші, розташований на континентальній плиті Австралії. Туди входять власне материкова Австралія, Тасманія і острів Нова Гвінея, подільний між державами Папуа Нова Гвінея і Західна Нова Гвінея (провінція Індонезії). Назва «Сахул» походить від шельфу Сахул, який є частиною континентального шельфу австралійського континенту.
Археологічну термінологію для цього регіону неодноразово змінювали. До 1970-х років окрема суша плейстоцену називалася Австраласія (лат. Australasia), хоча цю назву найчастіше використовують для ширшого регіону, що включає такі землі, як Нова Зеландія, яка, однак, не знаходиться на одному і тому ж континентальному шельфі. На початку 1970-х років термін Велика Австралія (англ. Greater Australia) було введено для континенту плейстоцену. Потім на конференції 1975 року та подальшій публікації назву Сахул було обмежено з його попереднього використання лише для однойменного шельфу.
1984 року В. Філвуд запропонував назву Меганезія (лат. Meganesia), що означає «великий острів» або «велика острівна група», як для плейстоценового континенту, так і для сучасних земель, і цю назву було широко прийнято біологами і палеонтологами. Також Меганезію використовують і під інші визначення: письменник-мандрівник Пол Теру включив Нову Зеландію у своє бачення, а інші використовували її для Австралії, Нової Зеландії та Гаваїв разом. Інший біолог, Річард Докінз, 2004 року придумав назву Австралінея (лат. Australinea). Також інколи використовується сполучення Австралія — Нова Гвінея.

## Історія дослідження
Першим у 1606 році на західне узбережжя півострова Кейп-Йорк висадився голландський мореплавець Вілем Янсзон. У 1642 році голландець Абель Тасман відкрив острів, який пізніше став називатися його ім'ям. Назву острову дали ранні європейські дослідники, які вірили, що австралійський материк був набагато більшим, ніж те, що вони відкрили. Мандрівник Метью Фліндерс (1774—1814), що першим досліджував австралійський берег і зробив його мапу, використав у своїй роботі термін «Австралія».

## Загальні відомості
Омивається, зі сходу і півночі — морями Тихого океану: Кораловим, Тасмановим; Індійського океану: Арафурським та Тиморським. Береги розчленовані слабко, великі затоки — Карпентарія на півночі і Велика Австралійська на півдні; єдиний великий півострів — Кейп-Йорк.
Австралія — найменший із шести материків. Його площа становить 7631,5 тис. км² (з островами Тасманія, Кенгуру, Мелвілл та ін. близько 7704,5 тис. км²). Острів Тасманія відділений від Австралії Бассовою протокою шириною 224 км. Уздовж східного узбережжя Австралії на 2300 км простягається Великий Бар'єрний риф.

## Берегова лінія
Австралійський материк відрізняється компактністю і малою розчленованістю. Тут мало бухт, найзручніші з них розташовані на південному сході материка, де і розташовані крупні порти. Більше порізана берегова лінія північного узбережжя. Є тільки дві великі затоки: Карпентарія — на півночі і Велика Австралійська — на півдні, що врізаються в глибину материка. Біля південного узбережжя лежить найбільший острів материка — Тасманія.
Берегова лінія Австралії омивається водами двох океанів і чотирьох морів і є єдиним великим пляжем. Характерною особливістю східного узбережжя є Великий Бар'єрний риф (найбільший на Землі), який протягнувся на 2000 кілометрів уздовж східного берега від Торресової протоки майже до південного тропіка. Деякі рифи утворюють острови, що виступають над рівнем моря.
Австралію омивають теплі води Індійського і Тихого океанів із високими температурами на поверхні (влітку +24 °C, взимку біля +20 °C). Такі температурні умови сприяють росту коралів.

## Рельєф
У рельєфі Австралії переважають рівнини. Близько 95 % поверхні не перевищує 600 м над рівнем моря. Головні орографічні одиниці:
- Західноавстралійське плоскогір'я — середні висоти 400—500 м, з піднятими краями: на сході — хребет Масгрейв (гора Вудрофф, 1440 м) і Макдоннелл (гора Зіл, 1510 м), на півночі — Плато Кімберлі (висота до 936 м), на заході — плосковершинний пісковий хребет Хамерслі висотою до 1226 м, на південному заході — хребет Дарлінг висотою до 582 м.
- Центральна низовина з переважними висотами до 100 м над рівнем моря. У районі озера Ейр найнижча точка Австралії — 12 м нижче рівня моря. На південному заході — хребет Фліндерсі Маунт-Лофті.
- Великий Вододільний хребет, середньовисотний, з плоскими вершинами, крутим, сильно розчленованим східним схилом і порожнім, східчастим західним, що переходить у горбкуваті передгір'я (даунси). На півдні, в Австралійських Альпах, найвища точка Австралії — гора Косцюшко, 2230 м.

### Історія формування і типи рельєфу
Сучасний рельєф Австралії значною мірою успадковує риси стародавнього рельєфу, що не зазнав з докембрійського часу різких тектонічних рухів. Поверхня Австралії піддавалася тривалому впливові, у результаті якого на виступах фундаменту утворився пенеплен — великі рівнини з острівними горами. Місця найбільшого занурення платформи зайняті алювіально-озерними рівнинами Центрального басейну і рівнинами морської й озерної акумуляції басейну Муррея та узбережжя затоки Карпентарія. Дещо вищі пластові рівнини розвинуті на схилах синекліз і сідловинах між ними, а також на північному заході і півдні Західноавстралійського плоскогір'я, в областях крайових синекліз древнього фундаменту. Цокольні плоскогір'я і рівнини переважають у Західній Австралії. Кількаразова зміна плювіальних і аридних епох у неогені і плейстоцені визначила сполучення стародавніх і сучасних форм різного генезису. Великий Вододільний хребет виник на місці палеозойських складчастих систем.
Кайнозойський вулканізм обумовив появу тут лавових плато і рівнин, дрібних кратерів, вулканічних озер; з палеозойським вулканізмом пов'язане виникнення плато Антрим. Форми плейстоценового гірського заледеніння обмежені масивом Косцюшко. Найбільші райони карстового рельєфу: рівнина Налларбор, Блакитні гори, плато Барклі, плато Атертон.

## Геологічна будова і корисні копалини
Велика (західна і центральна) частина Австралії належить до області стародавньої Австралійської платформи, що включає також північне, західне і південне підводне продовження материка, Арафурське море і південь острова Нова Гвінея. Східну окраїну Австралії складає Східно-Австралійський складчастий геосинклінальний пояс, що розвивався протягом протерозою і фанерозою. Австралійська платформа має архейсько-нижньопротерозойський фундамент, складений глибокометаморфізованими вулканічними породами основного складу і теригенними опадами, перетвореними в гнейси і заміщені граніти. Породи архею виступають на заході (брили Пілбара і Калгурлі), у центрі (хребет Масгрейв). У Північній Австралії дрібніші брили архею, перекриті протерозойським осадовим чохлом, розділені вузькими геосинклінальними складчастими системами нижньопротерозойського віку.
Східно-Австралійський складчастий пояс за віком поділяється на заході і сході на три системи:
- Аделаїда (пізньобайкальська-ранньокаледонська), що виклинюється на північ;
- Лакланська (каледонська), що продовжується на південь у Тасманію;
- Система Нової Англії (герцинська), відокремлена від попередньої пізньопалеозойським крайовим прогином Боуен-Сідней.

Дві останні системи нерідко поєднуються в історичному змісті за назвою Тасманської геосинкліналі.
Фундамент Австралійської платформи вміщує значні родовища золота (Західна Австралія), поліметалевих і уранових руд, бокситів (Західний Квінсленд та ін.), протерозойський осадовий чохол багатий на родовища залізних руд (хребет Хамерслі в Західній Австралії та ін.). У верхньопалеозойських, а також більш молодих утвореннях на сході Австралії є поклади вугілля. В останні роки у ряді районів Австралії (Великий Артезіанський басейн, узбережжя Вікторії, Західна Австралія, прогин Амадієс) відкрито також поклади нафти і газу в осадових відкладах різного віку.

## Клімат
Переважна частина Австралії має тропічний континентальний сухий або вкрай сухий клімат, на сході (поза бар'єром гір) — вологий; північна частина — у зоні екваторіального клімату (на краях Північної території та в північній частині півострова Кейп-Йорк — мусонна різновидність); на південному заході і південному сході узбережжя, а також на Тасманії — субтропічний морський клімат.
Сумарна сонячна радіація постійно висока: на півночі і півдні — близько 590 кдж/см² на рік, у внутрішніх районах — 750 кдж/см²; радіаційний баланс на більшій частині території — 250—290 кдж/см², на півночі і північному сході — 335 кДж/см². При невеликих висотах рівнин Австралії це обумовлює постійно високі температури на всьому материку. Австралія майже повністю лежить у межах літніх ізотерм 20, 28, зимових 12, 20 °C. Сезонні коливання температур виявляються в основному у внутрішніх районах тропічного поясу та в субтропіках. Жаркий район із січневими температурами вище 40 °C — на північному заході (Марбл-Бар). Абсолютний максимум температур 53,1 °C спостерігався у Клонкаррі (Квінсленд). Абсолютні мінімуми температур у внутрішніх районах Австралії падають до −4, −6 °C. Морози стійкі тільки в Австралійських Альпах, де відзначені температури до −22 °C.
Положення більшої частини Австралії у континентальному секторі тропічного поясу обумовлює сухість клімату, що загострюється розтягнутістю материка з заходу на схід, слабкою розчленованістю берегів, бар'єром Великого Вододільного хребта на шляхах вологих вітрів з океанів. 38 % площі Австралії отримує менше 250 мм опадів на рік. Найнижчі опади в районі озера Ейр (100 мм) і на рівнині Налларбор (50 мм). Періодично виникають посухи, однак тривалих посух не буває, тому що рівнинність материка і невелика довжина з півночі на південь сприяють проникненню всередину вологих вітрів як з півночі, так і з півдня. Посухи спричинюють дуже часті пожежі, боротьба з якими є для австралійців цілком рутинною справою. Влітку (грудень — лютий) над сильно нагрітою Австралією встановлюється Австралійський мінімум тиску, у який із північного заходу і півночі втягується вологий екваторіальний мусон, що приносить опади на узбережжя (понад 1500 мм на рік при 6—7 вологих місяцях). На південь від 22° південної широти вони скорочуються до 300 мм на рік із 4—5 дощовими місяцями, на західному узбережжі — до 250 мм.
На півдні материка проходить ряд антициклонів, що обумовлюють літню сухість південно-західної частини Австралії, рівнини Налларбор і Вікторіанських гір. На рівнинах Муррею і Дарлінга літні посухи пом'якшуються конвективними опадами. На сході вітри з Тихого океану несуть прогріте над теплим Східно-Австралійським плином вологе повітря. Його підняття по схилах гір обумовлює орографічні опади, особливо рясні між 16 і 19° південної широти. У Кернсі випадає найбільша кількість опадів в Австралії — 2243 мм. Літній максимум опадів простежується на півночі від лінії Сідней — мис Північно-Західний. Взимку (червень — серпень) спадні струми висотних антициклонів досягають охолодженої поверхні материка; над Центральною Австралією чітко виражений Австралійський максимум тиску. Вітри, що рухаються від нього, несуть сухе континентальне тропічне повітря на півночі і північному заході, з чим пов'язаний сухий сезон на материку на північ від 15° південної широти.
Над Південною Австралією випадають циклонічні дощі на лінії полярного фронту між помірними і тропічними повітряними масами (у Перте за червень — серпень випадає 494 мм опадів — 55 % річних). На східному узбережжі на південь від Сіднея дощі розподілені рівномірно протягом року, підсилюючись восени з активізацією циклонічної діяльності на полярному фронті.
Залежно від термобаричних умов і характеру зволоження в Австралії виділяються пояси субекваторіального, тропічного і субтропічного клімату. Великий Вододільний хребет, що затримує теплі і вологі вітри з Тихого океану, загострює розходження в ступені зволоження східного узбережжя і внутрішніх районів Австралії і відокремлює океанічні сектори у всіх поясах. Пояс субекваторіального клімату на північ від 20° пд. ш. характеризується постійно високими температурами (20—28 °С) і чергуванням літніх вологих і зимового сухого сезонів. Майже повністю лежить у внутрішньоматериковому секторі, лише на північному сході узбережжя виділяється вологіший океанічний сектор. Найбільшу площу займає пояс тропічного (пасатного) клімату між 18° і 30° південної широти із секторами — континентальним пустельним (центр) і напівпустельним (на заході, півночі і сході від 145° східної довготи) і морським (на східному узбережжі і навітряних схилах гір) з жарким вологим літом і теплою менш вологою зимою.
Пояс субтропічного клімату включає Південну Австралію; у ньому виділяються сектори: південно-західний середземноморський із жарким сухим літом і прохолодною вологою зимою, південно-східний мусонний, рівномірно вологий протягом року, і континентальний зі зростаючою до центра посушливістю, аж до пустельного на схід рівнини Налларбор.

## Внутрішні води
З пануванням пустельного і напівпустельного клімату пов'язаний слабкий розвиток поверхневого стоку. Загальний обсяг річного стоку — 350 км³ (менше, ніж на інших материках). Шар стоку на більшій частині Австралії — близько 50 мм на рік, лише на навітряних схилах Великого Вододільного хребта 400 мм і більше. 7 % площі Австралії належать басейнові Тихого океану, 33 % площі — басейнові Індійського океану. 60 % території материка займають області внутрішнього стоку з рідкими тимчасовими водотоками («лементами»). Найбільші і найдовші лементи належать басейну озера Ейр (Куперс-Крик, Дайамантина та ін.). Стік у лементах спостерігається тільки після епізодичних літніх злив. На карстовій рівнині Налларбор поверхневий стік відсутній. Більшість річок зовнішнього стоку короткі, з невиробленим подовжнім профілем і нерівномірним режимом стоку, судноплавство є лише у низов'ях, мають переважно дощове живлення.
Повені відповідно до сезону дощів у більшості річок літні, лише у Південній Австралії — зимові, а на південному сході — осінні. Найповноводніші і найрівномірніші за стоком — річки, що починаються у Великому Вододільному хребті; найнепостійніші — річки які у Австралії називають кріки на західному узбережжі, що стікають з напівпустельних прибережних плато. Найбагатоводніша річка Австралії — Муррей (Марри) з головною притокою Дарлінг — найдовша річка Австралії (довжина 2740 км), але найменш повноводна. Річки Східної Австралії мають великі запаси гідроенергії, однак вода використовується переважно для зрошення земель. Найважливіші гідроенергетичні та іригаційні спорудження є на річках Муррей, Маррамбіджі і Лакдан (Новий Південний Уельс), Орд і Суон (Західна Австралія), Бердекін (Квінсленд). Велике гідротехнічне будівництво ведеться в Сніжних горах для перекидання вод Снові-Рівер у систему Муррея, що дозволить зросити великі площі земель у головних сільськогосподарських районах Австралії.
На території Австралії багато стародавніх озерних улоговин, що заповнюються водою лише після епізодичних дощів. Більшу частину року вони вкриті глинисто-солончаковою кіркою. Найбільші озера Австралії — Ейр, Торренс, Амадієс, Герднер. Великі скупчення дрібних озер (до 400) на південному заході Австралії — рівнина Солоних озер.
Особливість Австралії — її багатство на підземні води, що накопичуються на глибинах 1,5—2 км. Більше ніж 15 артезіанських басейнів займають синеклізи фундаменту. Великий Артезіанський басейн у Центральній низовині — найбільший у світі (пл. 1736 тис. км²). Підземні води — важливе джерело водопостачання посушливих районів, але через сильну мінералізацію води придатні в основному для промисловості і транспорту та для обводнення пасовищ.

## Ґрунти
Велику частину Австралії займають тропічні ґрунти, на південь від 30° пд. ш. — субтропічні ґрунти. У внутрішніх районах переважають примітивні ґрунти тропічних і субтропічних пустель і піски, переважно напівзакріплені. На Заході — Австралійське плоскогір'я — щебенисті ґрунти і великі покриви пісків, на рівнинах Центральної низовини — піщано-глинисті і глинисті, навколо озер Центрального басейну — засолені. На заході, півночі і сході у міру зростання літніх опадів і ступеня латеритизування ґрунтової товщі примітивні ґрунти пустель переходять у червоно-бурі напівпустельні, червоно-бурі і червоні латеритні ґрунти саван. На вологих північній і східній окраїнах материка розвинуті червоно-жовті латеритні, частково опідзолені ґрунти і їх гірські різновиди, а в низинах і в гирлах долин, затоплюваних припливом, болотні засолені ґрунти мангрів і маршів.
Пустельні ґрунти сухих субтропіків на рівнині Налларбор змінюються зі збільшенням вологості клімату на південний захід і південний схід сіро-коричневими і коричневими, які на навітряних схилах хребта Дарлінг і в передгір'ях Великого Вододільного хребта переходять у червоно-коричневі. На крайньому південному заході зустрічаються реліктові червоноземи і жовтоземи на латеритній корі. На навітряних схилах Великого Вододільного хребта на північ від 28° пд. ш. формуються гірські латеритні ґрунти, у міжгірних долинах, на древніх і сучасних алювіальних наносах і на вивітрених лавах — тропічні чорні. У субтропічному поясі на схилах — гірські жовтоземи і червоноземи гірські жовто-бурі лісові, на вершинах гір в Австралійських Альпах — гірсько-лугові ґрунти. Орнопридатні землі Австралії за умови зрошення, розселення і розчищення становлять понад 60 % площі; у 60-х роках XX століття у землеробстві використовувалося близько 2 %, здебільшого у субтропічній Австралії. Ґрунти сильно страждають від ерозії і площинного змиву.

## Рослинність
Органічний світ Австралії із середини крейдового періоду розвивався в умовах тривалої ізоляції, тому флора материка дуже своєрідна (до 75 % видів ендеміки) і виділяється в Австралійську область. Найхарактерніші для неї евкаліпти (Eucalyptus), акації (Acacia). Про докрейдяні сухопутні зв'язки Австралії з Південною Америкою та Африкою свідчать загальні родини протейних і деяких хвойних, південні буки та ін. Флористичні зв'язки з Малайським архіпелагом і островами Меланезії у неогені обумовили малезійський характер флори тропічних лісів північних і східних районів Австралії при значному її ендемізмі. Рослинний покрив Австралії відбиває як історичні особливості його формування, так і сучасні гідротермічні умови, насамперед ступінь зволоження території. Окраїни материка (крім західної) зайняті вологими лісами — вічнозеленими тропічними на північному, евкаліптовими субтропічними на південному сході і південному заході.
Зі збільшенням континентальності клімату у глиб материка вологі ліси змінюються тропічними і субтропічними сухими евкаліптовими лісами, рідколіссями і саванами. У сухих внутрішніх частинах Австралії розвинуті чагарникові і трав'янисті формації. Перевага чагарникових заростей — скребів у напівпустелях і злакових у пустелях — специфічна особливість Австралії. Найбільше значення серед рослинних ресурсів Австралії мають природні пасовища в областях напівпустель і саван. Ліси товарного значення займають близько 2 % площі материка. Велика частина їх складається з евкаліптів, які дають тверду деревину, що не піддається гниттю, цілющі олії і камідь.

## Тваринний світ
Своєрідність тваринного світу Австралії дозволяє виділити її в особливу Австралійську область. Фауна Австралії відрізняється стародавністю, високим ступенем ендемізму, відсутністю копитних, приматів і хижих (крім дикого собаки динго, завезеного людиною). На материку збереглися представники фауни мезозой і третинного часу, у тому числі більшість існуючих на землі сумчастих, а також найдавніші із ссавців — однопрохідні яйцекладні: єхидна і качкодзьоб. Багато тварин Австралії винищені в результаті полювання і зміни ландшафту внаслідок господарської діяльності людини. Завезення кролів, що знищують значну частину пасовищ, сприяло зменшенню сумчастих. Зникли деякі види кенгуру, на межі вимирання сумчастий вовк, деякі види вомбатів. На материку дуже багато сумчастих тварин, наприклад кенгуру, коали.

## Природні райони
На рівнинах Австралії чітко виражена географічна зональність субекваторіального, тропічного і субтропічного поясів. Розташування більшої частини Австралії у тропічному поясі обумовлює переважний розвиток ландшафтних зон цього поясу. Найбільшу площу займає зона пустель із річною кількістю опадів до 200—250 мм, але через інтенсивне випаровування (200—300 мм у рік) з високим індексом сухості (3 і більше). Переважають ландшафти піщаних пустель з епізодичним поверхневим стоком; значні запаси підземних вод підтримують існування злаків. Плато і плоскогір'я зайняті кам'янистими пустелями з рідкими ксерофітними чагарниками, із широким розвитком реліктових латеритних кор. Сучасні кори — сольові, головним чином крем'яні та гіпсово-сульфатні, займають найбільшу площу в пустелях Центрального басейну, де широко розвинуті глинисті і глинисто-солончакові галофітні пустелі.
На сході Центральної низовини з підвищенням зволоження і зниженням індексу сухості до 2 зона чагарникових напівпустель змінюється зоною тропічних рідколісь, сухих лісів і саван.
У субекваторіальному поясі Австралії на північ від 18° пд. до 12° пд. ш. лежить зона саван, рідколісь і чагарників. Найбільшу площу займають підзони пустельних саван і сухих саван, рідколісь і чагарників, у ландшафтах яких провідне місце належить саванам і рідколіссям. На півостровах Арнемленд і Кейп-Йорк, де індекс сухості нижче 2, виділяється підзона вологих високотравних саван і саванних лісів. У субтропічному поясі через різкі кліматичні розходження секторів найпомітніша диференціація ландшафтів. Індекс сухості підвищується від 2 і менше на окраїнах материка до 3 і більше на рівнині Налларбор. Зональні типи ландшафтів повторюються на західній і східній окраїнах субтропічної Австралії: зони субтропічних вічнозелених лісів і чагарників до центра переходять через ландшафти рідколісь і чагарників у зону чагарникових степів. Рівнина Налларбор зайнята зоною субтропічних напівпустель і пустель. Великий Вододільний хребет — єдиний зонально-орографічний бар'єр Австралії.
Уздовж його навітряних східних схилів простягаються лісові зони: у субекваторіальному поясі на північ від 15° пд. ш. — постійних вологих вічнозелених лісів, між 15° і 28° пд. ш. — вічнозелених тропічних лісів, менш вологих, переважно евкаліптових, на південь від 28° пд. ш. — мусонних субтропічних лісів, евкаліптових. На західних підвітряних схилах переважають зони вічнозелених ксерофітних рідколісь і саван. В Австралійських Альпах найповніше виявляється висотна поясність ландшафтів.

## Населення
В Австралії найгустіше заселені території на східній, південно-східній окраїнах континенту. Нерівномірно заселені й острови Океанії, на одних велике скупчення населення, інші залишаються безлюдними.